# Lymphœdème congénital primaire
Le lymphœdème congénital primaire ou maladie de Milroy se caractérise par accumulation de lymphe principalement dans le tissu sous-cutané se manifestant par un lymphœdème des membres inférieurs visible dès la naissance ou peu de temps après. L'importance du lymphœdème varie dans la même famille, il est le plus souvent bilatéral et parfois asymétrique. Ce lymphœdème ne progresse pas durant la vie et parfois s'améliore durant les premières années.
Cette maladie génétique fait l'objet de recherches actives par une équipe dynamique au CHU de Montpellier. Les techniques de kinésithérapie par massages et bandages compressifs donnent des résultats intéressants. La recherche s'oriente désormais vers la thérapie génique et la microchirurgie. L'évolution des thérapies nouvelles permettent de penser qu'à l'avenir, des traitements efficaces pourront être envisagés.
Les autres signes de cette pathologie comprennent une hydrocèle, des veines particulièrement bien visibles, des ongles proéminents, une papillomatose et des anomalies de l'urètre chez les hommes.
Une cellulite inflammatoire, se compliquant d'infection, est présente chez 20 % des individus atteints. Cette complication est plus fréquente chez les hommes que chez les femmes.
Les manifestations de cette maladie chez le fœtus sont l'existence de chylothorax ou d'ascite chyleuse.

## Sources
- (en) Glen W Brice, Sahar Mansour, Carolyn Sholto-Douglas-Vernon, Steve Jeffery, Peter Mortimer Milroy Disease In GeneTests: Medical Genetics Information Resource (database online). Copyright, University of Washington, Seattle. 1993-2006